# Oxögat (Åre socken, Jämtland, 705507-134402)
Oxögat är en sjö i Åre kommun i Jämtland och ingår i Indalsälvens huvudavrinningsområde.